# Bryher
Bryher (Cornisch: Breow) is het meest westelijke van de vijf bewoonde eilanden van de Scilly-eilanden, een eilandengroep ca. 45 km voor de kust van Cornwall in het Verenigd Koninkrijk. Het is tevens een civil parish.

## Beschrijving
Bryher is een grillig gevormd eiland, dat (samen met het nabijgelegen eilandje Gweal) 1,3 km² groot is. Er wonen 92 mensen (volkstelling 2001). Bryher ligt ten westen van het eiland Tresco, waarvan het wordt gescheiden door het Tresco Channel, dat in de tijd van de grote zeilschepen bij westelijke stormen een bekende veilige ankerplaats was. Ten zuiden van Bryher ligt het onbewoonde eiland Samson.
Op Bryher zijn enkele heuvels, waarvan de centraal gelegen Watch Hill (43 m) en in het zuiden Samson Hill (40 m) de hoogste zijn. Aan de voet van Samson Hill ligt Rushy Bay, een zandstrand. Aan de noordwestzijde van Bryher vindt men Hell Bay, die zijn naam ontleent aan de wijze waarop de branding er tijdens harde wind tekeer kan gaan.
Het grootste deel van Bryher wordt door de Isles of Scilly Wildlife Trust geleased van het graafschap Cornwall.

## Economie
Het toerisme is de voornaamste bron van inkomsten op Bryher, dat onder andere aantrekkelijk is voor (onder)watersporters en vogelaars. Overnachtingsmogelijkheden zijn er in verschillende bed and breakfasts, pensions en vakantiehuisjes. Bij Stinkingporth Bay (zo genoemd vanwege de geur van zeewier) bevindt zich het Hell Bay Hotel. Op Bryher zijn enkele eetgelegenheden. Ook is er een winkel en een postkantoor.

## Archeologie
Op het eiland zijn meerdere prehistorische dolmen te zien, onder andere bij Gweal Hill en Samson Hill. Bij Shipman Head Down bevinden zich de resten van een bolwerk uit de IJzertijd.

## Natuur

#### Planten
Nabij Shipman Head Down komen de vlinderbloemigen Ornithopus pinnatus en Lotus subuliflorus (een soort rolklaver) voor.
In de buurt van Rushy Bay groeit Viola kitaibeliana, een viooltje dat in Groot-Brittannië alleen op de Isles of Scilly voorkomt. Ook treft men er zeewolfsmelk (Euphorbia paralias), kustwolfsmelk (E. portlandica) en de klaversoort Trifolium occidentale aan.
In de omgeving van de aan de westzijde van het eiland gelegen Great Pool, de enige echte brakwaterpoel op de Isles of Scilly (niet te verwarren met de Great Pool op Tresco), komen snavelruppia (Ruppia maritima) en zilte rus (Juncus gerardii) veelvuldig voor. Men vindt er ook zilte schijnspurrie (Spergularia marina) en rode ganzenvoet (Chenopodium rubrum).
Bij Great Popplestone Bay wordt de beemdgrassoort Poa infirma aangetroffen.

#### Vogels
Op het afgelegen schiereiland Shipman Head, de noordpunt van Bryher, wordt gebroed door verschillende soorten zeevogels. Er zijn grote kolonies van de drieteenmeeuw (Rissa tridactyla) en de zilvermeeuw (Larus argentatus). Ook wordt er gebroed door de grote mantelmeeuw (L. marinus), de kleine mantelmeeuw (L. fuscus), de gewone alk (Alca torda), de kuifaalscholver (Phalacrocorax aristotelis) en door het stormvogeltje (Hydrobates pelagicus). In het open heidelandschap op Shipman Head nestelt verder de bontbekplevier (Charadrius hiaticula).

## Bryher in de media
Bryher speelt een grote rol in het boek Why the Whales Came (1985) van Michael Morpurgo (1943). Het verhaal speelt op een fictief Brits eiland met de naam Scylla, waarin echter duidelijk Bryher kan worden herkend. Het boek werd in 1989 door Clive Rees verfilmd onder de titel When the Wales Came. De opnames werden op Bryher gemaakt. Hoofdrollen in deze film werden gespeeld door Helen Mirren, Helen Pearce, Paul Scofield en David Suchet.
In 1990 werd door het Britse BBC One televisieprogramma Challenge Anneka aan de oostzijde van het eiland een kade gebouwd, die sindsdien lokaal bekendstaat als de Anna-Quay.